# Vàng anh da cam
Vàng anh da cam (danh pháp hai phần: Saraca thaipingensis) là một loài thực vật thuộc chi Vàng anh, phân họ Vang. Đây là loài bản địa Đông Nam Á. Nó có hoa màu da cam.